# Georges-Philippe Laurin
Pour l’article homonyme, voir Laurin.
Joseph-Georges-Philippe Laurin (9 juillet 1892-6 octobre 1964) est un notaire et homme politique fédéral du Québec.

## Biographie
Né à Montréal, il étudie au Collège Saint-Laurent et à l'Université de Montréal où il complete un Baccalauréat en droit. Il devient ensuite commissaire scolaire à Saint-Laurent en 1927 et président de la commission scolaire en 1929. Très intéressé par le sport, il est membre de l'équipe canadienne à un événement international tenu à Nancy en France en 1911.
Élu député du Parti conservateur dans la circonscription fédérale de Jacques-Cartier en 1930, il est défait par le libéral Léon-Vital Mallette en 1935